# Oropetium aristatum
Oropetium aristatum är en gräsart som först beskrevs av Otto Stapf, och fick sitt nu gällande namn av Pilg.. Oropetium aristatum ingår i släktet Oropetium och familjen gräs. Inga underarter finns listade i Catalogue of Life.